# La morta innamorata
La morta innamorata (La Morte amoureuse), tradotto anche come Clarimonde, è un racconto fantastico di Théophile Gautier pubblicato nel 1836 sulla Chronique de Paris, rivista fondata da Balzac presso la quale l'autore iniziò a collaborare nel giugno dello stesso anno. La morta innamorata entrò poi nella raccolta Une larme du diable (1839) e in seguito nelle Nouvelles (1845).
Il racconto, che fu molto apprezzato da Baudelaire, si ispira con tutta evidenza alla narrativa fantastica di Hoffmann; Gautier lo rese però caratteristico per mezzo di una più stretta aderenza dello stile al tema trattato.
La morte dopo lunga malattia dell'amante di Gautier, Cidalise, avvenuta proprio nel 1836, ebbe larga influenza sulla composizione di questo racconto.
Con Il vampiro di Polidori (1819) e Vampirismo di Hoffmann (1828), La morta innamorata costituisce uno dei primi esempi di narrativa d'autore sul tema dei vampiri.

## Trama
Il giorno della sua ordinazione sacerdotale, il giovane Romualdo vede in chiesa una donna bellissima, che in seguito scoprirà essere la cortigiana Clarimonde. Inviato nella sua parrocchia, Romualdo è tormentato dal desiderio irresistibile di rivedere la donna, fino a quando una notte viene chiamato per assisterla spiritualmente in punto di morte. Al suo arrivo Clarimonde è già defunta: il prete, restato da solo con lei, non riesce a trattenersi dal baciarne le fredde labbra. Il gesto d'amore fa risorgere Clarimonde e da quel momento la personalità di Romualdo si sdoppia: egli inizia così una vita come amante della cortigiana, durante la quale sogna di essere un giovane parroco, e un'altra come prete che la notte sogna di incontrare Clarimonde a Venezia. Il solo ad accorgersi di questa doppia esistenza è l'abate Serapione, che mette in guardia Romualdo dalla grave minaccia rappresentata dalla bellissima Clarimonde. Il giovane non riesce però a smettere di amare la donna, neppure quando scopre che lei si nutre del suo sangue mentre è addormentato. Solo quando Serapione gli mostrerà il corpo disfatto di Clarimonde nella tomba Romualdo si renderà conto di essere sull'orlo della perdizione.

## Edizioni italiane
- Théophile Gautier, La macabra amante, in Ornella Volta e Valerio Riva (a cura di), I vampiri tra noi, collana Il brivido e l'avventura, n. 2, Milano, Feltrinelli, 1960.
- Théophile Gautier, La morta innamorata, in La forza del sogno, traduttore non indicato, Parma, Guanda, 1963.
- Théophile Gautier, La morta innamorata, in Italo Calvino (a cura di), Racconti fantastici dell'Ottocento, traduzione di A. Vittorini, I. Il fantastico visionario, collana Oscar classici n. 20, Milano, Mondadori, 1983,  pp. 216-244.
- Théophile Gautier, La morta innamorata, in Racconti fantastici dell'Otto e Novecento, traduzione di E. Vittorini, Firenze, Editoriale Paradigma, 1987.
- Théophile Gautier, L'amante morta, in Racconti fantastici, collana Nuova Atlantide, traduzione di Maria Gioia e Goffredo Feretto, Genova, ECIG, 1989, ISBN 8875453446.
- Théophile Gautier, La sposa dei sogni, in Il mistero di Notting Hill, collana Giallissimo, traduzione di Alessandro Marcelli Fabiani, n. 14, Milano, Garden Editoriale, 1991.
- Théophile Gautier, La morta innamorata, in Vampire, traduzione di Anna Guerzoni, Milano, Mondadori, 1991, ISBN 8804347996.
- Théophile Gautier, Clarimonde, in Gianni Pilo e Sebastiano Fusco (a cura di), Storie di vampiri, collana I Mammut, n. 22, Roma, Newton Compton, 1994, ISBN 8879834177.
- Théophile Gautier, La morta innamorata, traduzione di Mirella Corvaja, Milano, La Spiga, 1994, ISBN 8871004418.
- Théophile Gautier, La morta innamorata, in Racconti, collana La biblioteca di Repubblica. Ottocento, traduzione di Donata Feroldi, n. 16, edizione allegata al quotidiano la Repubblica, Roma, Gruppo Editoriale L'Espresso, 2004, ISBN 8889145161.
- Théophile Gautier, Clarimonde, in Gianni Pilo e Sebastiano Fusco (a cura di), Storie di vampiri, collana Il giallo e il nero, n. 2, Roma, Newton Compton, 2005, ISBN 9788854104655.
- Théophile Gautier, La morta innamorata, in Racconti fantastici, traduzione di Elina Klersy Imberciadori, introduzione e note di Lanfranco Binni, Milano, Garzanti, 2006.